# Clac Fuic
Clac Fuic (Klak-Fuik) ist eine osttimoresische Aldeia. Sie liegt im Norden des Sucos Becora (Verwaltungsamt Cristo Rei, Gemeinde Dili). 2015 hatte Clac Fuic eine Einwohnerzahl von 759.
Clac Fuic befindet sich im nördlichen des dreigeteilten Territoriums Becoras und liegt dort im Südosten. Im Südwesten grenzt Clac Fuic mit der Rua Nossa Senhora de Lourdes an die Aldeia Caqueu Laran, im Nordwesten mit der Rua de Becussi an die Aldeia Becusi Centro und im Nordosten mit der Avenida de Becora an die Aldeia Maucocomate und den Suco Camea. Südlich und südöstlich liegt der Suco Ailok.
In Clac Fuic befindet sich die Escola Basica 3 Ciclo Dr. Sergio Vieira de Mello.